# 5 Wileński Pułk Artylerii Lekkiej
5 Wileński Pułk Artylerii Lekkiej (5 pal) – oddział artylerii lekkiej Polskich Sił Zbrojnych.

## Formowanie i zmiany organizacyjne
Pułk wchodził w skład 5 Kresowej Dywizji Piechoty.
Zalążki stanowili przede wszystkim artylerzyści z 5 Dywizji Piechoty reorganizującej się Armii Andersa. Sformowany został w Tatiszczewie na bazie organicznego pułku artylerii. W związku z przegrupowaniem armii na południe ZSRR 20 stycznia 1942 roku 5 pal przebazował się do Dżalalabadu w Kirgistanie. W marcu 1942 roku pułk wydzielił do CWArt. w Kara-Suu dwie baterie, wyposażone zgodnie z etatem. W pułku pozostały sztaby 2 dywizjonów i 4 baterie. Zreorganizowano więc dywizjony dwubateryjne, co również miało na celu przystosowanie do przyszłych etatów brytyjskich. Część żołnierzy pochodziła także z rozformowanego 8 pal. W ostatnim okresie pobytu w Związku Sowieckim zaczęto intensywnie szkolić kierowców. 2 sierpnia pułk rozpoczął przygotowania do odejścia do Krasnowodska w związku z rozpoczętą ewakuacją do Iranu, a następnie do Iraku.
Wiosną 1943 pułk stacjonował na północ od Kirkuku.
Po wojnie pułk, będąc w składzie wojsk okupacyjnych, pełnił między innymi służbę wartowniczą. W lutym 1946 ochraniał obiekty wojskowe i komunikacyjne w rejonie Pordenone.

## Skład organizacyjny
Dowództwo
- 3 x dywizjon artylerii
  - 2 x bateria artylerii

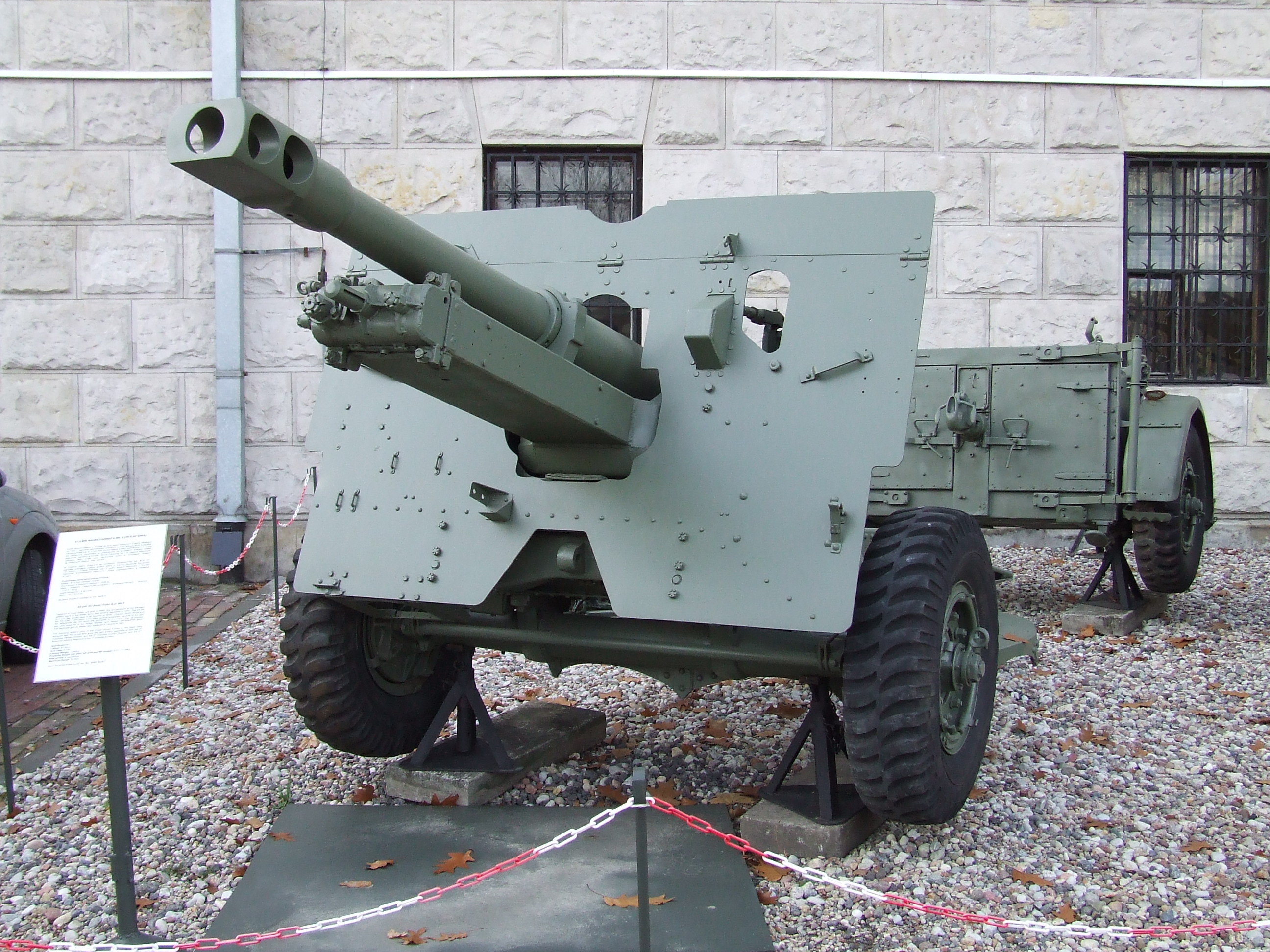
Angielska haubicoarmata 25-funtowa

Stan pułku na dzień 1 kwietnia 1942:
- oficerów – 60,
- podoficerów – 319,
- kanonierów – 963.

Stan pułku na sierpień 1943 r.:
- oficerów – 50
- podoficerów i kanonierów – 679
- 25 funtowych armat – 24

Dowództwo pal-u nie posiadało organów sztabowych. Funkcje te wykonywali: adiutant; oficer informacyjny; oficer ds. kwatermistrzowskich.

## Wileńscy artylerzyści
dowódcy:
ppłk dypl. Leon Tadeusz Sheybal (13 IX 1941 - 26 VII 1943)
ppłk /płk/ Tadeusz Wirth (do 1 V 1945)
płk dypl. Kazimierz Kuś (do 5 V 1947)
zastępcy dowódcy:
- mjr Mieczysław Saraszewski
- mjr Wojciech Biliński
- mjr Gustaw Różycki
- mjr Józef Rydzewski
- mjr Jerzy Janasiewicz

Dowódca I dywizjonu:
- mjr Wojciech Biliński[5]

Dowódca II dywizjonu:
- kpt. Józef Rydzewski[5]

Dowódca III dywizjonu:
- kpt. Bolesław Gustaw Różycki[5]

Obsada pułku według stanu na dzień 1 stycznia 1945
- dowódca - płk Tadeusz Wirth
- zastępca - mjr Józef Rydzewski
- adiutant – por. Stanisław Paczoski[6]
- oficer obserwacyjny - ppor. Eugeniusz Kaźmierczak
- oficer zwiadowczy - ppor. Kazimierz Zamojski
- dowódca I dywizjonu – kpt. Wacław Trawiński[6]
  - 1 bateria - por. Leonidas Kulbicki
  - 2 bateria - por. Aleksander Wiejak
- dowódca II dywizjonu – kpt. Zygmunt Zwolanowski[6]
  - 3 bateria - por. Józef Drozdowski
  - 4 bateria - por. Felicjan Wieczorek
- dowódca III dywizjonu – kpt. Honoriusz Halicki[6]
  - 5 bateria - por. Włodzimierz Strzałkowski
  - 6 bateria - por. Lesław Korzeniowski

Kawalerowie Orderu Virtuti Militari
ppłk Tadeusz With
mjr. Józef Rydzewski
mjr. Jerzy Janasiewicz
kpt. Różyczki Gustaw
kpt Wacław Trawiński
por. Tadeusz Ciundzielewicz
por. Włodzimierz Strzałkowski
por. Leon Masłowski
por. Aleksander Wiejak
por. Witold Piechowski
por. Leonidas Kulbicki
ppor. Zygmunt Mioduszewski
ppor. Eugeniusz Kaźmierczak
plut. Stanisław Bykowski
kpr. Emil Kornacki
kpr. Julian Zawiła
kan. Jerzy Romanowski
kpr. Stefan Łukasiewicz
kan. Bogdan Mikołaj
kan. Eliasz Paszko